# KkStB 15 sorozatú szerkocsi
A kkStB 15 sorozatú szerkocsi egy háromtengelyes szerkocsisorozat volt az osztrák Császári és Királyi Osztrák Államvasutaknál (k.k. Staatsbahn, kkStB), melyek eredetileg a Dalmatiner Staatsbahn-tól származtak.
A Dalmatiner Staatsbahn 1877-ben vásárolta őket a Bécsújhelyi Mozdonygyártól az 1-6 pályaszámú (később kkStB 37 sorozat) mozdonyaihoz.
A vasút Dalmatiner Staatsbahn államosítása után a kkStB a 15 szerkocsi sorozatba sorolta őket. A szerkocsik később is mindig az eredeti mozdonyokkal voltak kapcsolva.

## Fordítás
- Ez a szócikk részben vagy egészben  a   kkStB Tenderreihe 15 című német Wikipédia-szócikk fordításán alapul.  Az eredeti cikk szerkesztőit annak laptörténete sorolja fel. Ez a jelzés csupán a megfogalmazás eredetét és a szerzői jogokat jelzi, nem szolgál a cikkben szereplő információk forrásmegjelöléseként.